# سوني إريكسون إينو
سوني إريكسون إينو (بالإنجليزية: Sony Ericsson Aino)‏ هو هاتف محمول من سوني موبايل كوميونيكيشنز، تم طرحه في الأسواق في 9 أكتوبر 2009.

## الخصائص
- الكاميرا الخلفية: 8.1 ميجابكسل
- الوزن: 134.0 غرام